# Thyropisthus induratus
Thyropisthus induratus är en mångfotingart som först beskrevs av Carl Graf Attems.  Thyropisthus induratus ingår i släktet Thyropisthus och familjen Harpagophoridae. Utöver nominatformen finns också underarten T. i. uncinatus.